# Santo António (Lisboa)
Santo António é uma freguesia portuguesa do município de Lisboa, pertencente à Zona Centro da capital, com 1,49 km² de área e 11 060 habitantes (censo de 2021). A sua densidade populacional é 7 422,8 hab./km².

## História

Mapa da freguesia de Santo António e suas subdivisões (antigas freguesias).

A freguesia de Santo António foi criada no âmbito da reorganização administrativa de Lisboa de 2012, que entrou em vigor após as eleições autárquicas de 2013, resultando da agregação das antigas freguesias de São Mamede e Coração de Jesus com a quase totalidade da antiga freguesia de São José.
A designação de Santo António vem no sentido de homenagear o padroeiro popular de Lisboa, que não constava de nenhuma freguesia da cidade, pelo que foi escolhida esta zona para esta designação devido ao facto de a Avenida da Liberdade ser o ponto alto das Festas da Cidade, em honra deste santo.

## Demografia
A população registada nos censos foi:
| Ano  | 0-14 Anos | 15-24 Anos | 25-64 Anos | > 65 Anos |
| 2021 | 1306      | 1063       | 6312       | 2379      |

À data da junção das freguesias, a população registada no censo anterior foi:
| Freguesia atual | Freguesia atual  | Freguesia atual | Freguesias antigas | Freguesias antigas | Freguesias antigas |
| Freguesia       | População (2011) | Área (km²)      | Freguesia          | População (2011)   | Área (km²)         |
| --------------- | ---------------- | --------------- | ------------------ | ------------------ | ------------------ |
| Santo António   | 11 836           | 1,49            | Coração de Jesus   | 3 689              | 0,56               |
| Santo António   | 11 836           | 1,49            | São José           | 2746               | 0,33               |
| Santo António   | 11 836           | 1,49            | São Mamede         | 5420               | 0,61               |

## Sede e Delegações da Junta de Freguesia
- Sede (S. José) - Calçada do Moinho de Vento, 3
- Polo de Atendimento Alexandre Herculano / Espaço Cidadão (S. Mamede) - Rua Alexandre Herculano, 46, piso 0

## Arruamentos
A freguesia de Santo António contém 133 arruamentos. São eles:
- Alameda de Santo António dos Capuchos[nota 2]
- Alto de São Francisco
- Alto do Penalva
- Arco do Evaristo[nota 3]
- Avenida Conselheiro Fernando de Sousa[nota 4]
- Avenida da Liberdade[nota 5]
- Avenida Duque de Loulé[nota 2]
- Avenida Engenheiro Duarte Pacheco[nota 6]
- Avenida Fontes Pereira de Melo[nota 7]
- Beco de Santa Marta
- Beco do Colégio dos Nobres
- Calçada Bento da Rocha Cabral
- Calçada da Glória[nota 3]
- Calçada da Patriarcal
- Calçada de Santo António
- Calçada do Lavra[nota 2]
- Calçada do Moinho de Vento[nota 2]
- Calçada Engenheiro Miguel Pais[nota 3]
- Jardim Alfredo Keil
- Largo Agostinho da Silva[nota 3]
- Largo da Anunciada
- Largo da Oliveirinha[nota 3]
- Largo das Palmeiras[nota 2]
- Largo de Andaluz[nota 2]
- Largo de São Mamede
- Largo do Rato[nota 8]
- Largo Hintze Ribeiro[nota 8]
- Largo Jean Monnet
- Pátio do Tronco
- Praça da Alegria
- Praça das Amoreiras
- Praça do Marquês de Pombal
- Praça do Príncipe Real[nota 3]
- Praça dos Restauradores[nota 5]
- Praça Ginásio Clube Português[nota 8]
- Praceta da Rua Duque de Palmela
- Rua Actor Tasso
- Rua Alexandre Herculano
- Rua Barata Salgueiro
- Rua Bernardim Ribeiro[nota 2]
- Rua Bernardo Lima
- Rua Braamcamp
- Rua Camilo Castelo Branco
- Rua Carlos Alberto da Mota Pinto[nota 8]
- Rua Castilho[nota 9]
- Rua Cecílio de Sousa[nota 3]
- Rua da Alegria
- Rua da Caridade
- Rua da Conceição da Glória
- Rua da Escola Politécnica[nota 3]
- Rua da Esperança do Cardal
- Rua da Fé
- Rua da Glória
- Rua da Imprensa Nacional[nota 3]
- Rua da Mãe D'Água
- Rua da Metade
- Rua da Sociedade Farmacêutica
- Rua das Amoreiras[nota 8]
- Rua das Portas de Santo Antão[nota 10]
- Rua das Pretas
- Rua das Taipas[nota 3]
- Rua de Artilharia Um[nota 9]
- Rua de Gustavo de Matos Sequeira
- Rua de João Penha
- Rua de Santa Marta
- Rua de Santo António da Glória
- Rua de Santo António dos Capuchos[nota 2]
- Rua de São Bento[nota 11]
- Rua de São Filipe Néri
- Rua de São Francisco de Sales
- Rua de São José
- Rua de São Marçal[nota 3]
- Rua de São Sebastião da Pedreira[nota 12]
- Rua do Arco a São Mamede[nota 8]
- Rua do Cardal de São José
- Rua do Carrião
- Rua do Conde de Redondo[nota 2]
- Rua do Monte Olivete
- Rua do Noronha
- Rua do Passadiço
- Rua do Prior Coutinho
- Rua do Salitre
- Rua do Telhal
- Rua do Vale de Pereiro
- Rua Dom João V[nota 8]
- Rua Dom Pedro V[nota 3]
- Rua dos Condes[nota 10]
- Rua dos Prazeres[nota 3]
- Rua Dr. Almeida Amaral[nota 2]
- Rua Duque de Palmela
- Rua Eça de Queiroz
- Rua Ferreira Lapa[nota 2]
- Rua Joaquim António de Aguiar[nota 13]
- Rua Júlio César Machado
- Rua Júlio de Andrade[nota 2]
- Rua Luciano Cordeiro
- Rua Luís Fernandes
- Rua Maestro Pedro de Freitas Branco
- Rua Manuel de Jesus Coelho
- Rua Marcos Portugal[nota 3]
- Rua Mouzinho da Silveira
- Rua Nogueira e Sousa
- Rua Nova de São Mamede
- Rua Padre Luís Aparício[nota 2]
- Rua Professor Branco Rodrigues
- Rua Rodrigo da Fonseca[nota 9]
- Rua Rodrigues Sampaio
- Rua Rosa Araújo
- Rua Seara Nova
- Rua Sousa Pinto
- Rua Tenente Raúl Cascais
- Rua Venceslau de Morais
- Travessa da Conceição da Glória
- Travessa da Cruz do Torel[nota 2]
- Travessa da Fábrica das Sedas
- Travessa da Fábrica dos Pentes
- Travessa da Glória
- Travessa da Horta da Cera
- Travessa da Légua da Póvoa
- Travessa da Procissão
- Travessa das Águas Livres
- Travessa das Amoreiras
- Travessa das Parreiras
- Travessa de Santa Marta
- Travessa do Despacho
- Travessa do Enviado de Inglaterra
- Travessa do Fala-só
- Travessa do Loureiro
- Travessa do Monte do Carmo
- Travessa do Noronha
- Travessa do Rosário
- Travessa do Salitre
- Travessa Larga

Existem ainda outros 5 arruamentos reconhecidos pela Câmara, mas não geridos directamente por esta:
- Parque Mayer
- Pátio do Vilas (Rua da Alegria, 12)
- Pátio Santos (Rua da Conceição da Glória, 46)
- Vila do Alto Mearim (Rua do Salitre, 82)
- Vila Martel (Rua das Taipas, 55)